# اتحاد موزه‌های آمریکا

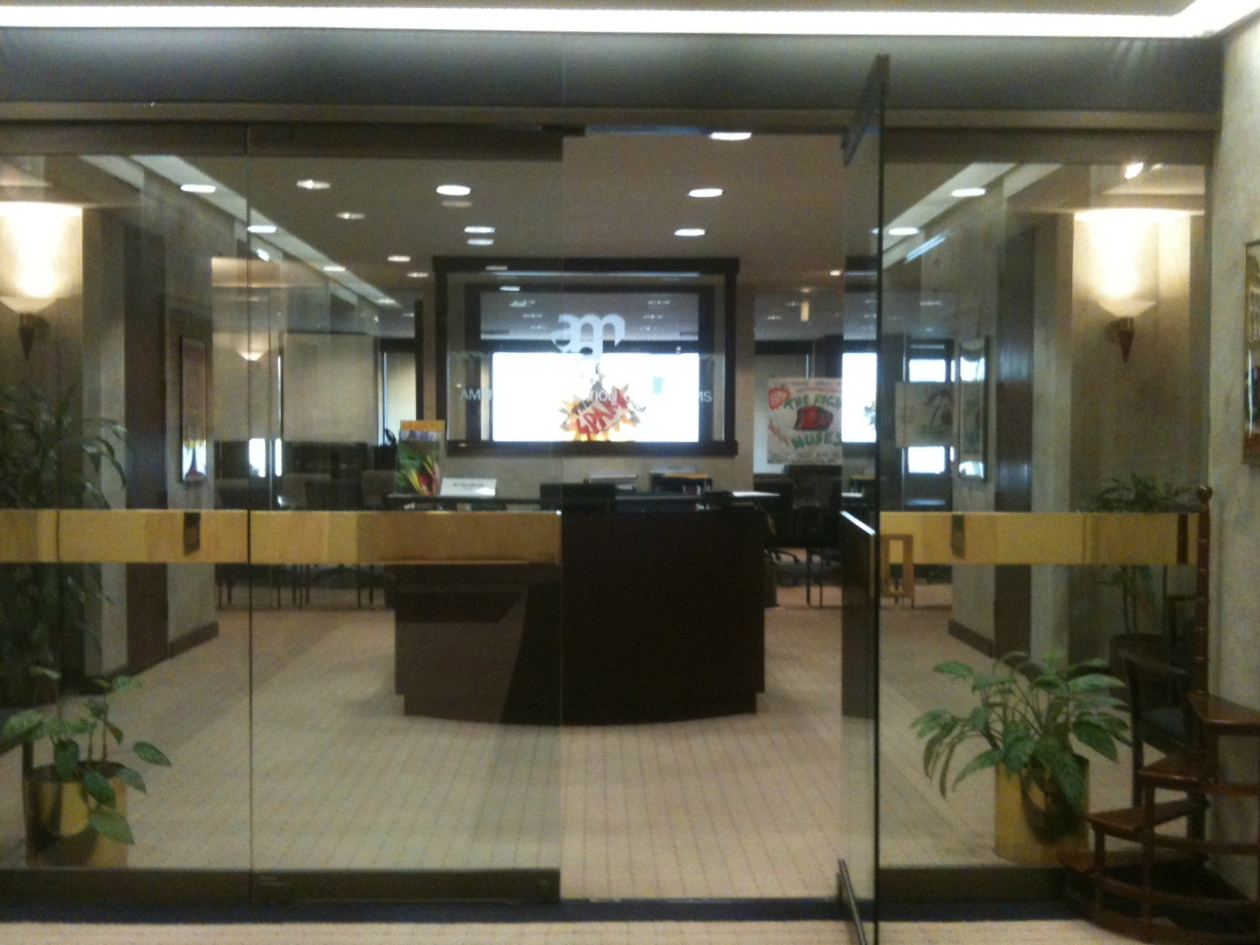
دفترمرکزی اتحادیه موزه‌های آمریکا

اتحاد موزه‌های آمریکا (AAM)، سابقاً انجمن موزه‌های آمریکا، یک انجمن غیرانتفاعی است که از زمان تأسیس اش در ۱۹۰۶ موزهها را گرد هم آورده‌است و از این طریق به توسعهٔ استانداردها و بهترین رویکردها، جمع‌آوری و به اشتراک گذاری دانش، و حمایت از مسائل مرتبط با جامعهٔ موزه کمک می‌کند. AAM جهت اطمینان از اینکه موزه‌ها بخش حیاتی از چشم‌انداز آمریکا باقی می‌مانند و برای پیوند دادن مردم با بزرگترین دستاوردهای تجربهٔ بشر، گذشته، حال و آینده تخصیص یافته‌است.
در کنفرانس ۲۰۱۴ اتحادیهٔ موزه‌های آمریکا، موسسهٔ خدمات موزه و کتابخانه اعلام کرد که اکنون حداقل ۳۵٬۰۰۰ موزه در ایالات متحده وجود دارد.

## تاریخچه
در ۲۱ دسامبر ۱۹۰۵، نشستی با موضوع «هدف از بحث دربارهٔ مطلوبیت تلاش برای ایجاد انجمنی برای موزه‌های آمریکا» در موزهٔ ملی واشینگتن دی سی برگزار شد.
۱۹۰۶: تأسیس
۱۹۱۱: انتشار کتاب راهنمای موزه‌های آمریکای شمالی و جنوبی
۱۹۲۳: تأسیس دفتر مرکزی در واشینگتن دی سی (دفاتری در قلعهٔ اسمیت سونین)
۱۹۲۵: تصویب دستورالعمل‌های اخلاقی برای کارکنان موزه
۱۹۲۵: کمک هزینهٔ ۲۵۰۰ دلاری بنیاد کارنگی برای پژوهش دربارهٔ فرسایش موزه
۱۹۲۷: انتخاب لارنس ویل کلمن به مدیریت (۵۸–۱۹۲۷)
۱۹۵۸: انتخاب جوزف الن پترسن به مدیریت (۶۷–۱۹۵۸)
۱۹۶۱: انتشار کتاب راهنمای موزه (۴٬۶۰۰ اصل حقوقی)
۱۹۶۴: موزه‌ها مشمول قانون هنرهای ملی و توسعهٔ فرهنگی شدند
۱۹۶۶: تصویب قانون موزهٔ ملی
۱۹۶۸: پیشنهاد توسعهٔ برنامهٔ اعتباربخشی برای کمک به حمایت از موزه‌ها توسط گزارش بلمونت، انتخاب کایرن ام. مک گرث به مدیریت (۷۵–۱۹۶۸)
۱۹۶۹: ایجاد برنامهٔ اعتباربخشی طبق پیشنهادات کمیته ای به ریاست هلمن جی. سویینی
۱۹۷۱: موزهٔ عمومی گرند رپیدز و پانزده موزهٔ دیگر اولین تأیید اعتبار را گرفتند (اجرای برنامهٔ اعتباربخشی)
۱۹۷۵: انتخاب ریچارد مک لاناثان به مدیریت (۷۸–۱۹۷۵)
۱۹۷۶: تصویب نظام نامهٔ جدید
۱۹۷۸: انتخاب لارنس ال. رگر به مدیریت (۸۶–۱۹۷۸)
۱۹۸۰: ایجاد برنامهٔ ارزیابی موزه (MAP) طبق پیشنهادات کمیته ای به ریاست ای. الوین گیرهات و با حمایت از طریق توافق نامهٔ همکاری با IMS، مؤسسهٔ خدمات موزه (که بعداً به IMLS، مؤسسهٔ خدمات موزه و کتابخانه تغییر نام یافت)
۱۹۸۶: انتخاب ادوارد اچ. ابل به مدیریت (۲۰۰۶–۱۹۸۶)
۲۰۰۳: راه اندازی درگاه اینترنتی زادگاه دوران نازی (NEPIP)
۲۰۰۶: سال موزه - صدمین سالگرد AAM
۲۰۰۷: انتخاب فورد دابلیو. بل به مدیریت (۱۵–۲۰۰۷)
۲۰۰۹: تصویب نخستین طرح جامع استراتژیک «اسپارک»
۲۰۱۲: تغییر نام به «اتحادیهٔ موزه‌های آمریکا»
۲۰۱۵: انتخاب لارا ال. لوت به مدیریت (-۲۰۱۵)

## طرح استراتژیک
«اسپارک» اولین طرح جامع استراتژیک در تاریخ اخیر AAM است. این طرح چشم‌انداز موزه‌ها، رشته و AAM را روشن می‌سازد. این مأموریت، تعهد AAM به رهبری، حمایت، همکاری و خدمت رسانی را برجسته می‌کند.